# Brian Patrick Wade
Pour les articles homonymes, voir Wade.
Brian Patrick Wade est un acteur américain né le 9 juin 1978. Il est principalement connu pour les rôles de Craig Schwetje dans Generation Kill et Kurt dans The Big Bang Theory.

## Filmographie

### Cinéma
- 2003 : La Tentation d'Aaron : Stacy
- 2004 : Bring It On Again : Fatneck
- 2005 : Death by Engagement : Officier Mallar
- 2006 : Coast Guards : Mitch Lyons
- 2016 : Ctrl Alt Delete : Burton (post-production)

### Télévision
- 2002 : Les Experts : Miami : un lap-dancer (1 épisode)
- 2002 : Sabrina, l'apprentie sorcière : Kim (1 épisode)
- 2003 F.R.I.E.N.D.S : Le coursier de texte (1 épisode)
- 2005 : Las Vegas : le gars musclé (1 épisode)
- 2005 : Surface : le commandant d'E.O.D. (1 épisode)
- 2006 : Twenty Good Years : Drew (1 épisode)
- 2006 : Mafiosa, le clan : Marco (1 épisode)
- 2006 : Mon oncle Charlie : Sam (1 épisode)
- 2006 : Help Me Help You : un marin (1 épisode)
- 2007 : Pour le meilleur et le pire : Jack (1 épisode)
- 2007 : The Closer : L.A. enquêtes prioritaires : Eric Ellis (1 épisode)
- 2007-2009 : The Big Bang Theory : Kurt (3 épisodes)
- 2008 : Generation Kill : Capitaine Craig « Encino Man » Schwetje (7 épisodes)
- 2009 : NCIS : Enquêtes spéciales : Lance Corporal et David Singer (2 épisodes)
- 2009 : Alligator Point : Bill
- 2009 : The Game : Derek (1 épisode)
- 2012 : NCIS : Los Angeles : David Hodgkins (1 épisode)
- 2012 : Best Friends Forever : un pompier (1 épisode)
- 2012 : The Glades : Sean Simmons (1 épisode)
- 2013 : Teen Wolf : Ennis (saison 3)
- 2014 : Mentalist : Martin Hagen (saison 6 ; épisode 12)
- 2014 : Marvel : Les Agents du SHIELD : Carl Creel (saison 2 ; épisodes 1 & 2 & saison 3 : épisode 14)